# Hilko Ristau
Hilko Ristau (* 24. April 1974 in Bremerhaven) ist ein ehemaliger deutscher Fußballspieler.
Von Januar 2004 bis zum Sommer 2007 spielte Ristau bei Rot-Weiss Essen, kam dort aber nur sporadisch in der ersten Mannschaft zum Einsatz.
Vor seinem Engagement bei Rot-Weiss Essen war Ristau beim FC Bremerhaven, VfL Bochum und bei der SG Wattenscheid 09 aktiv. In seiner Karriere bestritt er 13 Erstligaspiele (kein Tor) sowie 132 Zweitligaspiele, in denen er elf Tore erzielte.
Des Weiteren spielte er für den 1. FC Saarbrücken und den Bonner SC. Im Sommer 2007 kehrte er zum Bonner SC zurück, wo er 2009 seine Karriere beendete.
Hilko Ristau lebt in Köln und hat ein Fernstudium für Sportmanagement abgeschlossen.